# Lavegadas
Lavegadas is een plaats (freguesia) in de Portugese gemeente Vila Nova de Poiares en telt 249 inwoners (2001).